# ألبرتو دافيد
ألبرتو دافيد Alberto David (ولد في 26 مارس 1970 في ميلان بإيطاليا) لاعب شطرنج لوكسمبورغي وإيطالي، يحمل لقب «أستاذ كبير». 

## إنجازات
- فاز ببطولة إيطاليا للشطرنج عام 2012 و2016.
- لعب باسم لوكسمبورج في أولمبيادات الشطرنج أعوام 1994، 1996، 1998، 2000، 2002، 2006.

## الجنسية الإيطالية
- حصل على الجنسية الإيطالية عام 2012.
- لعب باسم إيطاليا في أولمبياد الشطرنج عام 2014.

## تصنيف
- بلغ في تصنيف إيلو 2553 نقطة عام 2018.

## روابط خارجية
- ألبرتو دافيد على موقع الاتحاد الدولي للشطرنج (الإنجليزية)
- ألبرتو دافيد على موقع مباريات الشطرنج (الإنجليزية)
- ألبرتو دافيد على موقع 365Chess.com (الإنجليزية)
- ألبرتو دافيد على موقع Chesstempo.com (الإنجليزية)
- ألبرتو دافيد سجل أولمبياد الشطرنج على موقع OlimpBase.org (الإنجليزية)